# Sorbate de sodium
« E201 » redirige ici. Pour les autres significations, voir E201 (homonymie).
Le sorbate de sodium, ou sodium (E,E)-hexa-2,4-dienoate, est le sel de sodium de l'acide sorbique. Sa formule brute est NaC6H7O2.
Il est utilisé comme additif alimentaire (conservateur) sous le numéro E201.